# Pauline Rebour

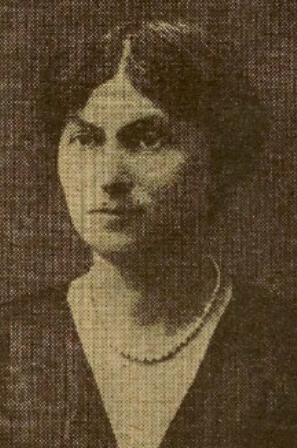
Pauline Rebour

Pauline Rebour (geboren als Pauline Étiennette Marie Boyenval am 8. Dezember 1878 in Mortain; gestorben am 3. März 1954 in Courbevoie) war eine französische Lehrerin und Rechtsanwältin, die als Feministin und Suffragette bekannt ist.

## Leben
Pauline Boyenval wurde in der Manche als Tochter des Lehrers Théophile Boyenval und von Alice Harel geboren. Sie begann ihre Lehrtätigkeit 1902 an der öffentlichen Schule in Le Havre und wurde im September 1903 zur Lehrerin an der höheren Grundschule für Mädchen in Rouen ernannt. Am 31. Oktober 1903 heiratete sie Raoul Rebour aus Octeville-sur-Mer, Lehrer an der École Normale in Rouen.
Pauline Rebour engagierte sich in der Feministischen Gesellschaft von Le Havre und war dafür mitverantwortlich, dass Lehrerinnen die gleiche Bezahlung wie ihre männlichen Kollegen erhielten. Im Rahmen ihrer Kampagnen zur Koedukation setzte sie sich auch für den Heimunterricht von Mädchen und Jungen ein. Ihre Arbeit für die Fédération Féministe Universitaire trug ebenfalls zur Gleichbehandlung von Lehrerinnen in Frankreich bei. Sie initiierte die Mitgliedschaft der Feministischen Gesellschaft von Le Havre im Conseil national des femmes françaises (Nationaler Rat der französischen Frauen) und trat dessen am 10. März 1910 gegründetem Zweig in der Normandie bei. Kurz darauf setzte sie sich auch dafür ein, dass die Feministische Gesellschaft von Le Havre die Le Havre-Sektion der 1909 gegründeten Union française pour le suffrage des femmes (Französische Union für das Frauenstimmrecht, UFSF) bildete.

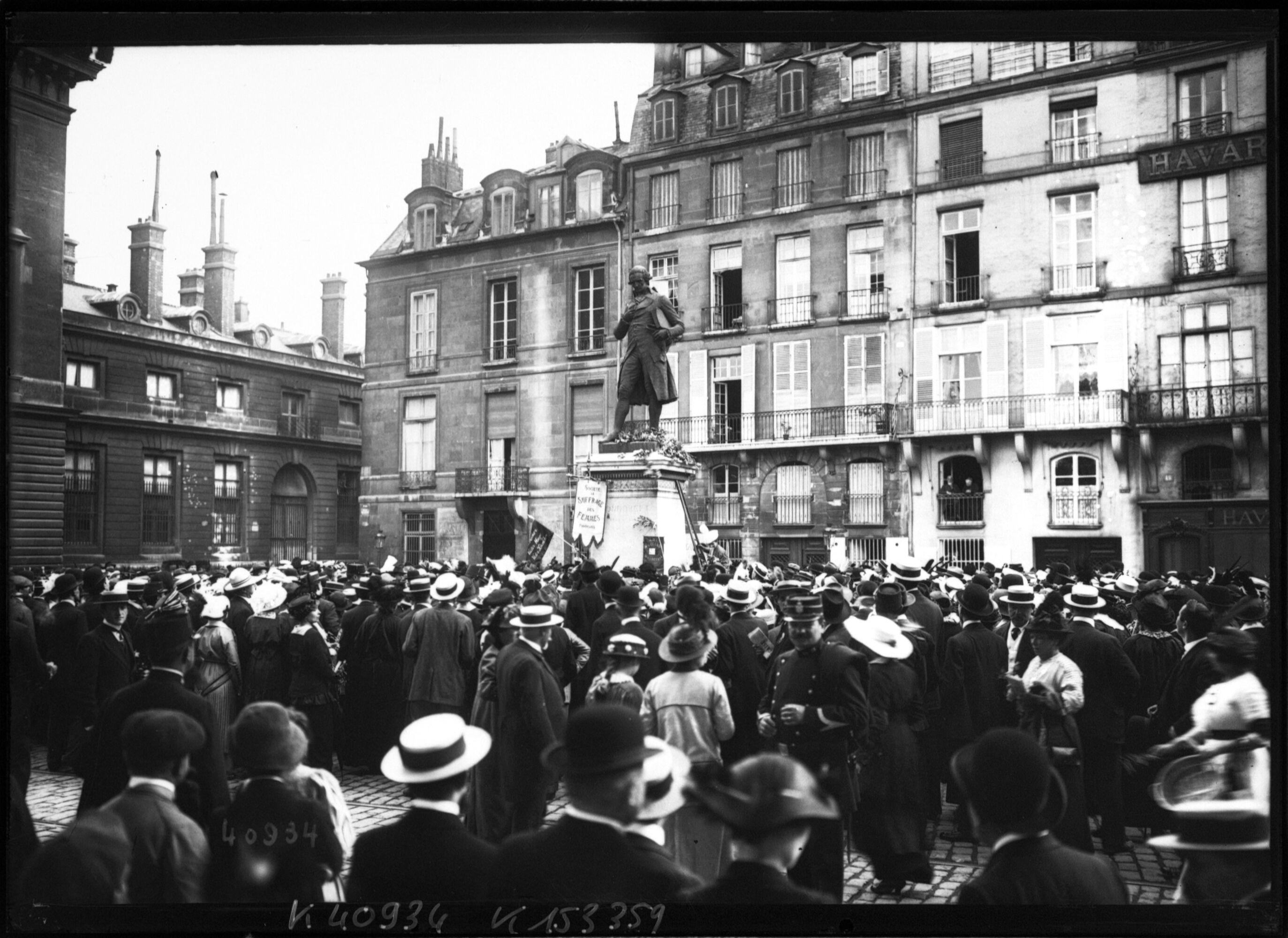
Demonstration vom 5. Juli 1914 vor der Statue von Condorcet, Paris

Nach ihrer Ernennung zur Korrepetitorin an der Edgar-Quinet-Schule in Paris im Oktober 1912 wohnte sie in Courbevoie und setzte ihre  Aktivitäten in der UFSF fort. Im Mai 1913 wurde sie in das Zentralkomitee der UFSF gewählt. Im folgenden Jahr war sie zusammen mit Cécile Brunschvicg stellvertretende Generalsekretärin der Bewegung und sie bauten den Verband in der Provinz aus. Bei der großen Demonstration für das Frauenwahlrecht am 5. Juli 1914 hielt sie eine Rede vor der Statue von Condorcet (Quai de Conti). Sie war auch im Mai 1918 mit der angevinischen Gruppe der UFSF unterwegs, um für das Frauenwahlrecht zu kämpfen.
Während des Ersten Weltkriegs erwarb Pauline Rebour einen Abschluss in Rechtswissenschaften und wurde als Anwältin in Paris vereidigt. Sie war neben Marcelle Kraemer-Bach und Suzanne Grinberg eine von drei Juristinnen, die auch dem Zentralkomitee der UFSF angehörten.
Pauline Rebour setzt sich auch dafür ein, dass mehr Frauen in der Politik vertreten waren. Als Antwort auf die Behauptung, dass Frauen keine politischen Rechte bräuchten, da sie zu Hause Einfluss ausübten, schrieb sie in La Française, dass der Ausschluss aus der Kommission, der auf der Notwendigkeit basiere, sich um den Haushalt zu kümmern, den Mangel des Arguments an sich beweise. Pauline Rebour vertrat auch die Thesen des radikalen Feminismus, nach denen es nicht ausreiche, Gleichberechtigung über Bildung und Zulassung zu Berufen zu erreichen; es seien grundlegende Änderungen in den Strukturen erforderlich.
Am 29. Januar 1937 wurde sie zum Ritter der Ehrenlegion ernannt.

## Werk
- Claire Saunier-Le Foll: Pourquoi les Françaises doivent et veulent voter. Union française pour le suffrage des femmes, 1925 (loc.gov).